# Lanceros del Pantano de Vargas
Los Lanceros del Pantano de Vargas o Monumento a los Lanceros es un monumento del escultor colombiano Rodrigo Arenas Betancur ubicado en Paipa, departamento de Boyacá (Colombia) como homenaje a la batalla del Pantano de Vargas ocurrida el 25 de julio de 1819.
Es el monumento más grande de Colombia y en él se destaca la carga de los 14 lanceros al mando del coronel Juan José Rondón. El monumento de 33 m de alto se erigió con motivo del sesquicentenario (150 años) de la independencia en 1969. Su diseño estructural estuvo a cargo de Guillermo González Zuleta. Fue declarado Monumento Nacional por medio del decreto 1744 del 1 de septiembre de 1975. Su figura fue presentada en el reverso de una serie de billetes de 1.000 pesos colombianos lanzada al mercado en 1987.

## Los lanceros
En julio de 1819 en su marcha hacia Santafé, sede del poder virreinal de la Nueva Granada, el ejército libertador, al mando de Simón Bolívar, que acaba de cruzar el páramo de Pisba, se enfrenta en el altiplano cundiboyacense, en el sitio conocido como Pantano de Vargas, con las fuerzas realistas comandadas por José María Barreiro.
Los realistas tenían mejores posiciones, lo cual se evidenció en el campo de batalla. El coronel venezolano Juan José Rondón presenta a Bolívar la idea de realizar una carga de caballería ligera. A la voz de Bolívar de «Coronel, ¡Salve usted la patria!», Rondón, seguido inicialmente por 14 lanceros que respondieron de inmediato a la voz de «¡Que los valientes me sigan!» y de cerca por el resto de los llaneros, realizó una carga de caballería que se considera decisiva para desequilibrar la batalla a favor del ejército libertador.
Los 14 lanceros (15 con Rondón) que participaron en la acometida inicial fueron:

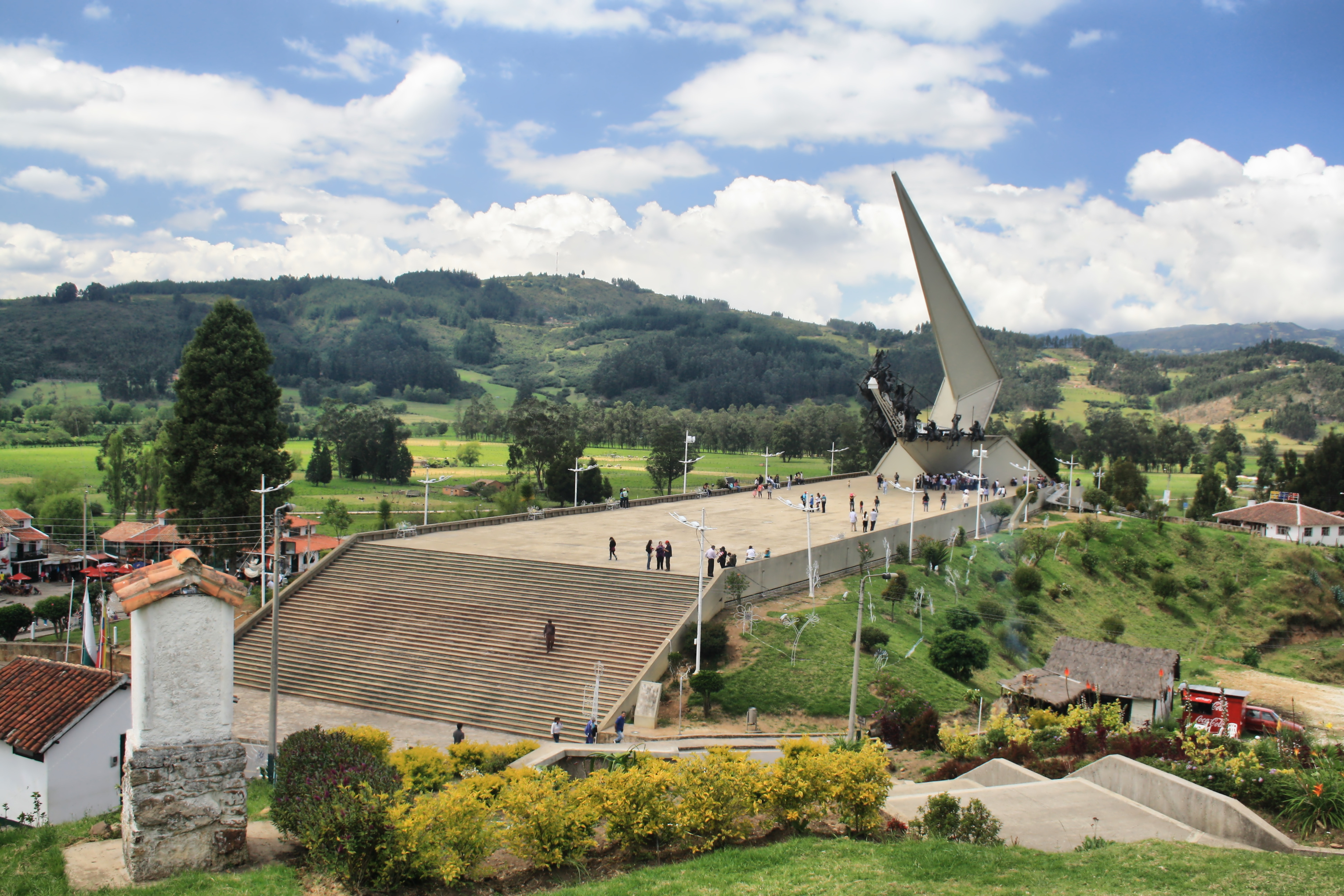
Campo del Pantano de Vargas

1. Capitán Julián Mellado (Venezolano)
2. Capitán Valentín García (Venezolano)
3. Capitán Miguel Lara (Colombiano)
4. Capitán Domingo Mirabal (Venezolano)
5. Capitán Celedonio Sánchez (Colombiano)
6. Teniente José de la Cruz Paredes (Venezolano)
7. Teniente Rozo Sánchez (Colombiano)
8. Teniente Pablo Matute (Colombiano)
9. Teniente Pedro Lancheros (Colombiano)
10. Sub. Teniente Bonifacio Gutiérrez (Colombiano)
11. Sub. Teniente Saturnino Gutiérrez (Colombiano)
12. Sub. Teniente Miguel Segovia (Venezolano)
13. Sub. Teniente Pablo Segovia (Venezolano)
14. Sargento Inocencio Chincá   (Colombiano)

La actuación del sargento Inocencio Chincá fue destacada, en medio de la batalla mató al capitán español Ramón Bedoya de un lanzazo, pero fue mortalmente herido por este, falleciendo tres días después.

## El monumento
El monumento del escultor Rodrigo Arenas Betancourt y del ingeniero Guillermo González Zuleta es una escultura de bronce, acero y concreto que muestra a los catorce jinetes llaneros en sus cabalgaduras en plena carga. Mide 100 metros de largo, 30 de ancho y 33 de alto, los 15 caballos son de bronce y pesan cada uno 3 t; toda la estructura pesa aproximadamente 235 toneladas, la parte elaborada en concreto tiene treinta y seis (36) escalones en memoria a los 36 años que Simón Bolívar tenía el día de la batalla (cumplió 36 años el día anterior a la batalla, el 24 de julio). El monumento se encuentra en el sitio donde se desarrolló la batalla del Pantano de Vargas, en jurisdicción del municipio de Paipa, departamento de Boyacá.